# Lester Davenport
Lester "Mad Dog" Davenport (16 de enero de 1932 – 17 de marzo de 2009) fue un armonicista y cantante de blues estadounidense.

## Biografía
Nacido en Tchula (Mississippi), Davenport se trasladó a Chicago cuando tenía 14 años. Allí tocó con artistas como Arthur Spires, Snooky Pryor, Dusty Brown, y Homesick James. En 1955, tocó la armónica con Bo Diddley en una sesión de grabación en Chess Records. Lideró su propio grupo en los 60 mientras trabajando durante el día como pintor. En la década de los 80, fue el armonicista del grupo de Indiana Kinsey Report.
En julio de 1994, Wolf Records publicó el álbum Chicago Blues Session, Vol. 11, con Maxwell Street Jimmy Davis, grabado en 1988 y 1989. En esta colección, se incluye la interpretación de Davenport en la armónica.
Davenport grabó su primer álbum en solitario en 1992 y a este le siguió I Smell a Rat en 2002.
Davenport murió en marzo de 2009 en Chicago de cáncer de próstata a los 77 años.

## Discografía
- When the Blues Hit You (Earwig Music, 1992)
- I Smell a Rat (Delmark Records, 2002)